# Старые Шорданы
Ста́рые Шорда́ны (чув. Кивӗ Шуртан) — деревня в Вурнарском районе Чувашской Республики. Входит в состав Малояушского сельского поселения.

## География
Находится в центральной части Чувашии, на расстоянии приблизительно 18 км на восток-северо-восток по прямой от районного центра поселка Вурнары.

## История
Известна с 1795 года как выселок деревни Вторая Хармалы (ныне Вторые Хормалы), когда здесь было учтено 19 дворов, в 1897 году 416 жителей. В 1926 году было учтено 90 дворов и 449 жителей. В 1939 было отмечено 508 жителей, в 1979—413. В 2002 году было 93 двора, в 2010 — 74 домохозяйств. В 1930 году был образован колхоз «Кштанар», в 2010 действовало КФХ «Игнатьев».

## Население
Постоянное население составляло 388 человек (чуваши 97 %) в 2002 году, 354 в 2010.